# Cyligramma acutior
Cyligramma acutior là một loài bướm đêm trong họ Noctuidae.